# Warren Fitzgerald
Warren Fitzgerald (15 september 1968) is een Amerikaans gitarist, songwriter en (mede) eigenaar van een platenlabel Kung Fu Records samen met The Vandals bassist en mede-bandlid Joe Escalante.

## Carrière
Fitzgerald is gitarist van punkrockband The Vandals en eigenaar van het onafhankelijke platenlabel Kung Fu Records. Hij speelde ook voor de bands Tenacious D en Oingo Boingo. Zijn eerste band was Dies Irae, waar hij basgitaar speelde. Fitzgerald speelde ook in onder meer: Totally Uncalled Four, Don't No en Xtra Large. Hij werkte samen met artiesten variërend van Dweezil Zappa tot Danny Elfman. Fitzgerald schreef nummers voor No Doubt en voor de film School of Rock. Hij speelde gitaar bij The Offspring op hun tournee in 2008.
- Biblioteca Nacional de España: XX4610323
- International Standard Name Identifier: 0000 0001 1849 377X
- MusicBrainz: b670e301-71c7-44e7-bae3-ab0edd4b6efc
- Virtual International Authority File: 169630098
- WorldCat: E39PBJyGQJcXkgxV33Pm8cBQMP